# Spektroskopia
Spektroskopia, spektrometria – nauka o powstawaniu i interpretacji widm, uzyskanych w wyniku oddziaływań wszelkich rodzajów promieniowania na materię rozumianą jako zbiorowisko atomów i cząsteczek. Spektroskopia jest też często rozumiana jako ogólna nazwa wszelkich technik analitycznych polegających na generowaniu i interpretacji widm (popularnych w analizie chemicznej, np. kolorymetria, spektrofotometria).
Spektroskopia powstała wraz z rozwojem spektroskopowych technik analitycznych, jej znaczenie wykracza jednak poza same te techniki. Np. dyskusja na temat przyczyn złożoności elektromagnetycznego widma absorpcyjnego atomu wodoru stała się motorem rozwoju teorii kwantowej.
Obiektem spektroskopii mogą być różne formy promieniowania, cząstki, fale. Ponadto, z powodu różnych metod badawczych, spektroskopię dzieli się ze względu na zakres parametrów fizycznych badanego zjawiska. Stąd wynika poniższa klasyfikacja:
- Spektroskopia promieniowania elektromagnetycznego:
  - spektroskopia Ramana
  - spektroskopia IR
  - spektroskopia UV-VIS
  - spektroskopia fourierowska
  - spektroskopia rentgenowska
  - spektroskopia gamma
  - spektroskopia NMR
  - spektroskopia EPR
  - FCS – Spektroskopia korelacji fluorescencji
  - spektroskopia dielektryczna
  - spektroskopia plazmowa
  - dichroizm kołowy
  - spektroskopia oscylacyjna

- Spektroskopia dotyczącą substancji (cząsteczek i cząstek):
  - spektroskopia elektronowa
  - spektroskopia neutronowa
  - spektroskopia sił atomowych
  - spektroskopia poziomów energetycznych defektów

- Spektroskopia fal mechanicznych
  - spektroskopia akustyczna

Techniki spektroskopowe dzieli się też ze względu na rodzaj oddziaływania promieniowania z badanym ciałem:
- Spektroskopia inwazyjna polega na badaniu widm powstających na skutek niszczenia struktury analizowanej substancji przez przechodzące przez nią promieniowanie. Można tu badać zarówno widma promieniowania powodującego niszczenie po jego przejściu przez substancję, jak i widma produktów rozpadu.
- Spektroskopia absorpcyjna polega na analizie widma powstającego po przejściu promieniowania przez warstwę badanej substancji.
  - ESA – Absorpcja ze stanów wzbudzonych
- Spektroskopia emisyjna, w której bada się widma, emitowane przez badaną substancję po poddaniu jej działaniu określonego bodźca fizycznego (np. podgrzaniu) lub widma emitowane spontanicznie.
- Spektroskopia odbiciowa – w jej ramach badane są widma, które powstały w wyniku odbicia promieniowania od powierzchni analizowanej substancji.
  - Spektroskopia rozproszeniowa – odmiana spektroskopii odbiciowej polegająca na badaniu widma powstałego w wyniku rozpraszania promieniowania przechodzącego przez gazowe lub cieczowe zawiesiny analizowanej substancji.

Łącząc różne rodzaje promieniowania z różnymi sposobami jego oddziaływania z badaną próbką otrzymuje się rozmaite techniki spektroskopowe. Zróżnicowane techniki spektroskopowe dają możliwość uzyskania różnorodnych informacji o badanej substancji – od jej składu atomowego, przez budowę chemiczną, aż po strukturę jej powierzchni. Techniki spektroskopowe stosuje się powszechnie w chemii, fizyce, astronomii i w wielu przemysłach.